# 캐서린 그랜트
캐서린 그랜트(영어: Kathryn Crosby, 1933년 11월 25일~2024년 9월 20일)는 미국의 가수, 배우, 성우이다.

## 영화
- 살인의 해부(1959년)
- 1001 아라비안 나이트 (1959년)
- 신밧드의 7번째 모험(1958년)
- 오퍼레이션 매드 볼(1957년)
- 미스터 코리(1957년)
- 와일드 파티(1956년)
- 셀 2455, 데스 로우(1955년)
- 피닉스 시티 스토리(1955년) - 엘리 로데스 역
- 마이 시스터 에일린(1955년)
- 리빙 잇 업(1954년)
- 소 디스 이즈 러브(1953년)

## 가족
- 배우자: 빙 크로스비(1957년 결혼, 1977년 사별)
- 장남: 해리 크로스비
- 차남: 나다니엘 크로스비
- 장녀: 메리 크로스비